# Bandera de Mauricio
La bandera nacional de la República de Mauricio fue adoptada después de la independencia, el 12 de marzo de 1968. Consta de cuatro franjas horizontales de igual anchura y de colores consecutivos rojo, azul, amarillo y verde.
El significado de los colores es el siguiente:
- Rojo: Por la sangre derramada en la lucha por la independencia.
- Azul: el océano Índico, en el medio del cual se encuentra Mauricio.
- Amarillo: la nueva luz que brilla sobre la independencia de la isla y su sol dorado.
- Verde: la exuberante vegetación de la isla.

La bandera civil (privativa para los buques) y la enseña gubernamental (para los buques del Estado) son banderas de color rojo y azul, respectivamente, cada una con la bandera nacional en el cantón y el escudo de armas de Mauricio en el vuelo.
La enseña utilizada por los buques de vigilancia costera posee un diseño inusual que consiste en franjas verticales roja, blancas y azules de anchura desigual con un emblema en forma de ancla en el centro.
Tiene similitud con la bandera de Armenia, solo que con la diferencia de los tonos de color y la franja verde.

## Banderas históricas

Bandera Colonial de Mauricio Británico (1869-1906)
Bandera colonial (1906-1923)
Bandera colonial (1923-1968)

## Banderas personales

Bandera del Gobernador (1906-1968)
Bandera del Gobernador General de Mauricio (1968-1992)
Bandera personal de la Reina Isabel II en Mauricio (1968-1992)
Estandarte presidencial de Mauricio (1992-presente)

## Otras banderas

Bandera civil de Mauricio
Bandera del Gobierno de Mauricio
Bandera naval de Mauricio
Bandera del archipiélago de Chagos, reclamado por Mauricio.

- Datos: Q173548
- Multimedia: Flags of Mauritius / Q173548